# شویتا باسو پراساد
شویتا باسو پراساد (به انگلیسی: Shweta Basu Prasad) (زاده ۱۱ ژانویه ۱۹۹۱) بازیگر هندی است.
از فیلم‌هایی که وی در آن نقش داشته‌است می‌توان به عروس بدرینات، پرونده‌های تاشکند و اقبال اشاره کرد.